# Winshluss
 (mai 2014).
Si vous disposez d'ouvrages ou d'articles de référence ou si vous connaissez des sites web de qualité traitant du thème abordé ici, merci de compléter l'article en donnant les références utiles à sa vérifiabilité et en les liant à la section « Notes et références ».
Œuvres principales
Pinocchio
Dans la forêt Sombre et Mystérieuse
Persepolis co réalisé avec Marianne Satrapi
Poulet aux prunes co réalisé avec Marianne Satrapi
Winshluss est un auteur de bandes dessinées et cinéaste français né Vincent Paronnaud à La Rochelle en 1970. 
Il a coréalisé deux longs-métrages avec Marjane Satrapi.

## Biographie
Vincent Paronnaud naît dans un milieu modeste en 1970 à La Rochelle, en Nouvelle-Aquitaine.
Il publie ses premières pages dans le fanzine Les aventures de Miguel en 1995. Il collabore à la revue Ferraille dont il a pris les rênes avec son ami Cizo.
En 2007, il reçoit avec Marjane Satrapi le Prix du jury du Festival de Cannes pour Persepolis qui gagne également deux César l'année suivante : ceux du meilleur premier film et de la meilleure adaptation. Le film a également été nommé aux Oscars 2008 dans la catégorie Meilleur film d'animation.
En 2008, il reçoit le Fauve d'or : prix du meilleur album au festival d'Angoulême  pour Pinocchio, l'album est ensuite traduit en anglais.
En 2016, il reçoit la Pépite d’or 2016 du Salon du livre et de la presse jeunesse pour Dans la forêt sombre et mystérieuse, un album de bande dessinée pour la jeunesse qui, contrairement à la majorité de ses œuvres, finit bien, parce que son fils aime les histoires qui finissent bien.

## Œuvres

### Bandes dessinées
- 1999 : 
  - 7 Façons d'en finir avec l'humanité, Le dernier cri,
  - Super negra #1, Les Requins Marteaux
    - Wizz et Buzz, avec Cizo, Delcourt
- 2000 : Comix 2000, avec Cizo, L'Association (Album collectif noir et blanc)
- 2001 : 
  - Welcome to the death club, 6 pieds sous terre ; réédition avec inédits aux éditions Cornélius, 2010
  - Monsieur Ferraille, avec Cizo, Les Requins Marteaux
  - Pat Boon - "Happy End", L'Association
- 2004 : Smart Monkey, Cornélius
- 2006 : Tome 1 : Gras Double
- 2007 : Wizz et Buzz — Tome 2, Paris, Delcourt, coll. « Shampooing », 2007, 31 p. (ISBN 978-2-7560-0873-8, BNF 41099416)
- 2008 : Pinocchio, Albi, Les Requins Marteaux, 2008, 187 p. (ISBN 978-2-84961-067-1, OCLC 470645596, BNF 41394167) - (Fauve d'or : prix du meilleur album - Festival d'Angoulême 2009)
- 2013 : In God We Trust, Bègles, Les Requins Marteaux (ISBN 978-2-84961-149-4, BNF 43706464)
- 2016 : Dans la forêt sombre et mystérieuse, Paris, Gallimard, 2016, 153 p. (ISBN 978-2-07-065570-0, BNF 45161244, présentation en ligne)
- 2017 : Gang Of Four, Bègles, Les Requins Marteaux, 2017 (ISBN 978-2-84961-233-0, BNF 45455798, présentation en ligne)
- 2019 : avec Véronique Bergen, L'anarchie - Théories et pratiques libertaires, Le Lombard, Coll. La petite bédéthèque savoirs,  (ISBN 978-2-8036-7578-4), 88 p.
- 2021 : J'ai tué le soleil, Paris, Gallimard, 2021, 200p  (ISBN 978-2-075-08410-9)

### Filmographie

#### Longs métrages
- 2007 : Persepolis, d'après et avec Marjane Satrapi
- 2009 : Villemolle 81
- 2011 : Poulet aux prunes, d'après et avec Marjane Satrapi
- 2020 : Hunted
- 2024 : Angelo dans la forêt mystérieuse[4]

#### Courts et moyens métrages
- Hollywood superstars avec Mr Ferraille - la biographie non autorisée de Monsieur Ferraille, faux documentaire de 23 minutes (avec Cizo)
- 2003 : Raging Blues, 6 minutes en noir et blanc (avec Cizo), 2003
- O’ boy, What nice legs !, 1 minute en noir et blanc (avec Cizo)
- 2010 : Il était une fois l'huile, Je suis bien content (14 minutes)
- 2014 : Territoire
- 2017 : La mort père et fils, (Court métrage d'animation, stop motion)
- 2018 : Welcome to the Death Club, (Court métrage d'animation)
- 2018 : The Bride, 20 minutes en noir et blanc.

## Expositions notables
- 2009 : Amour, Galerie Georges-Philippe et Nathalie Vallois, Paris, France
- 2013 : Winshluss, un monde merveilleux, Galerie des Jouets du Musée des arts décoratifs de Paris
- 2016 : Dernière danse
- 2017 : 
  - Winshluss, un monde merveilleux, Villa Bernasconi, Centre d'art grand Lancy, Suisse
  - Slow Future, Rencontre de la Bd et de l'illustration, Centre culturel Una Volta, Bastia, France
  - La belle vie numérique ! Espace foundation EDF, Paris, France
  - BD Factory, Galerie Georges-Philippe et Nathalie Vallois, Paris, France
  - Contre allées, Galerie Georges-Philippe et Nathalie Vallois, Paris, France
  - DEATH CLUB, Une exposition de Winshluss, Médiathèque de Bonlieu, Annecy, France
- 2018 : Gang of Four, Bibliothèque de Haillan, Bordeaux, France
- 2019 : 
  - Jungle Fever, Galerie Georges-Philippe et Nathalie Vallois, Paris, France
  - Histoire de l'art cherche personnages, Bordeaux, France
- 2020 : 
  - Raconter le cœur, Musée de la Vie romantique Paris, France
  - Retour vers le Futur, Galerie Georges-Philippe et Nathalie Vallois, Paris, France
  - Interférence rétroactive, Galerie Georges-Philippe et Nathalie Vallois, Paris, France

## Distinctions
- 2007 : Prix Spécial de l'Aide à la création de la Fondation Gan pour le Cinéma pour Persépolis
- 2009 : Fauve d'or : prix du meilleur album au festival d'Angoulême pour Pinocchio[2]
- 2010 : Prix Max et Moritz de la meilleure publication de bande dessinée importée pour Pinocchio
- 2016 : Pépite d’or 2016 (ex-Prix Baobab) du Salon du livre de jeunesse de Montreuil pour Dans la forêt sombre et mystérieuse[3]
- 2024 : Grand prix Töpffer[1]